# Hyperemesis gravidarum
 (décembre 2017).
Si vous disposez d'ouvrages ou d'articles de référence ou si vous connaissez des sites web de qualité traitant du thème abordé ici, merci de compléter l'article en donnant les références utiles à sa vérifiabilité et en les liant à la section « Notes et références ».
L’hyperémèse gravidique (HG), ou hyperemesis gravidarum, est une maladie hormonale,, qui provoque de très graves nausées chez la femme enceinte, avec des vomissements  qui peuvent provoquer déshydratation, sous-nutrition, perte de poids, et d'autres affections qui peuvent nécessiter une hospitalisation.
Le phénomène concerne environ 0,3 % à 2% des grossesses aujourd’hui (soit presque 30 000 grossesses par an en France),, tandis que la variante bégnine concerne environ 30 à 50 % des femmes enceintes, qui ont des nausées particulièrement le matin, le plus souvent au cours du premier trimestre de grossesse. Ces nausées sont certes inconfortables, mais n’ont rien de comparables à celles dont sont victimes les femmes atteintes d’hyperémèse gravidique. Les femmes concernées auraient une susceptibilité à réagir à l’hormone de la grossesse, la bêta-hCG (hormone chorionique gonadotrophique).
On parle de « vomissements incoercibles », lorsqu’une femme enceinte a des vomissements ou des troubles alimentaires liés à la grossesse avec une perte de poids importante ou une intolérance alimentaire totale.
Ces vomissements incoercibles débutent entre 4 et 8 semaines d’aménorrhée (SA), et dans la plupart des cas, disparaissent à la fin du premier trimestre de grossesse (13-15 SA). Cependant, certaines femmes souffrent de vomissements incoercibles pendant toute la durée de leur grossesse, et ceux-ci disparaissent rapidement après la naissance de l’enfant. Ces symptômes peuvent entraîner chez les femmes gravement atteintes une déshydratation et des troubles ioniques (perte de sel, chlore, potassium…).
En outre, les femmes qui ne prennent pas suffisamment de poids pendant leur grossesse (moins de 7 kg) sont exposées à divers risques non négligeables : diabète gestationnel, déclenchement du travail et césarienne. Aussi, si la perte de poids est importante, le bébé peut avoir un petit poids à la naissance. Ce risque serait doublé, selon une étude française, et celui de retard de croissance intra-utérin (RCIU) serait lui aussi augmenté.

## Les symptômes
Les symptômes de l’hyperémèse gravidique sont multiples. Plus il y a de symptômes, plus la gravité de l’HG est forte.
Les principaux symptômes retenus par les professionnels sont les suivants :
- une perte de poids (au moins 5 % du poids total du poids de départ) ;
- une déshydratation ;
- des vomissements incoercibles (de 5 à plus de 50 fois par jour) ;
- un état de cétose (causé par la malnutrition) ;
- une fatigue extrême généralisée ;
- des troubles hydro-électrolytiques (qui peuvent causer des troubles neurologiques).

Il est important d’ajouter que dans la réalité des choses, les symptômes sont bien plus nombreux :
- des douleurs abdominales ;
- des maux de tête ou migraines ;
- une hypersalivation (avec une incapacité d’avaler sa salive) ;
- des troubles du sommeil ;
- une soif extrême ;
- une fièvre persistante ;
- une forte détresse psychologique (pouvant aller jusqu’aux pensées suicidaires) ;
- une incapacité partielle ou totale à effectuer les tâches quotidiennes ;
- des malaises voire des pertes de conscience…

## Les principales conséquences
Comme tout vomissement chronique, l'HG engendre hypovolémie, hypokaliémie, hyponatrémie, alcalose non respiratoire, malnutrition.

## Les causes
Les causes de l’hyperémèse gravidiques sont restées longtemps méconnues.
On a pensé à un taux d’hormones bêta-hCG supérieur à la normale. Il existe même de rares cas familiaux (femmes touchées de mères en filles) pour lesquels il a été montré une anomalie des récepteurs à la bêta-hCG.
Des études ont par ailleurs montré des prédispositions génétiques (les afroaméricaines sont plus touchées que les Caucasiennes), un poids peu élevé avant la grossesse, le fait d’être nullipare ou d’avoir des antécédents d’hyperémèse gravidique lors d’une première grossesse.
Le sexe du bébé joue un rôle lorsqu’il y a une susceptibilité individuelle. Ainsi, il y a plus de cas d’hypermesis gravidarum lors des grossesses avec un fœtus féminin. En effet la production d’hormones est plus importante lorsque le fœtus est une fille mais l'hyperémèse gravidique touche également les femmes enceintes de garçons.
Une chose reste sûre : cette maladie n’est pas psychologique. La médecine a longtemps considéré l'hyperémèse gravidique comme une affection psychologique, ce qui a conduit de nombreuses femmes à se retrouver seules, incomprises et isolées face à cette maladie souvent comparée aux effets secondaires d'une chimiothérapie, en pire. Les traitements étaient, et sont encore, inadaptés (comme l'isolement en chambre d'hôpital avec perfusions et interdiction d'interagir avec le monde extérieur), amplifiant la détresse psychologique de la femme et aggravant son calvaire.
L’origine de l'hyperémèse gravidique a été considérée comme souvent multifactorielle, avec :
- rôle génétique : les femmes nées de mère ayant eu des vomissements sévères sont plus à risque de vomissements gravidiques ;
- rôle de l’hCG qui a une activité TSH-like, donc souvent proportionnelle au taux d’hCG pouvant entraîner une hyperthyroïdie passagère associée aux vomissements gravidiques (60 %) ;
- rôle probable de l’augmentation du taux de progestérone, ACTH et leptine ;
- facteurs psycho-sociaux : stress, troubles du comportement alimentaire, isolement lié à la maladie…
- relâchement du SIO (sphincter inférieur de l’œsophage) dû à la progestérone…

Une étude publiée en 2023 a conclu qu'il s'agit d'une hypersensibilité à l’hormone GDF15 (connue pour de nombreuses fonctions de l’organisme, dont le contrôle de l’appétit, du poids et du métabolisme du fer, et qui augmente régulièrement durant la grossesse) : plus ce taux d'hormones GDF15 était bas avant d'être enceinte, et plus il y a de risques d'hypersensibilité de la femme à cette hormone et par suite un risque accru d'hyperémèse gravidique pendant la grossesse, quand le foetus produit la GDF15 à haute dose. Inversement, les femmes atteintes de β-thalassémie, qui ont donc des taux chroniquement élevés de GDF15, ont peu de nausées et vomissements pendant la grossesse,.

## Les traitements
Le traitement de l’hyperémèse gravidique repose sur différentes approches. Il faut associer un traitement médicamenteux avec des règles hygiéno-diététiques.
Il est conseillé de suivre les règles hygiéno-diététiques indiquées pour les simples nausées de grossesse[réf. nécessaire] :
- manger en petites quantités, de manière fractionnée ;
- préférer des aliments liquides ou faciles à digérer, et qui n’ont pas un goût trop prononcé[réf. nécessaire] ;
- manger quelque chose au lit avant de se lever une quinzaine de minutes après, car être à jeun accentue les vomissements[réf. nécessaire] ;
- si vraiment rien ne passe, boire des boissons sucrées, car le corps en retiendra toujours un peu et cela lui apportera un peu de glucose ;
- se reposer le plus possible car la fatigue aggrave les nausées et les vomissements.

Selon une étude publiée en 2023, les femmes ayant des taux bas d'hormones GDF15 avant une grossesse présentent un risque accru d'hyperémèse gravidique. Des expériences menées sur des souris conduisent donc à deux solutions : la première est d'injecter de la GDF15 avant la grossesse, et la seconde est d'inhiber la GDF15 pendant la grossesse.

### Nausées et vomissements
Dès l'apparition des nausées et vomissements, il est souvent conseillé d’avoir recours à des traitements médicamenteux.
En première intention, le médecin peut prescrire les traitements suivants : Donormyl ou Primperan. La prise de vitamine B6 semble apaiser également les vomissements de manière significative, mais aucune étude fiable n'a à ce jour pu attester de l'efficacité de la B6 pour traiter les nausées et vomissements pendant la grossesse. Le Vogalene (cachet ou suppositoire) peut aider à stopper les vomissements[réf. nécessaire].
En deuxième intention, en cas d’échec du traitement mis en place, le médecin peut prescrire, sur ordonnance d’exception, du Zophren. Ce médicament a prouvé sa forte efficacité dans le traitement de l’HG. Néanmoins, des études ont mis en évidence un lien possible avec des malformations. Il est donc recommandé de ne pas y avoir recours avant 10 SA. Il peut être associé avec le Donormyl pour plus de résultats[réf. nécessaire].
Le Donormyl pris seul permet d'atténuer efficacement les nausées. Dans certains pays, il est donné quasi systématiquement aux patientes souffrant d'HG comme au Canada par exemple, alors que dans d'autres pays comme en France, le donormyl est peu connu pour ses effets significatifs sur l'HG[réf. nécessaire].
Certains médecins se tournent également vers le Largactil, mais les effets secondaires de ce dernier sont assez contraignants[réf. nécessaire].
Quand la perte de poids est supérieure à 10 % du poids initial, la future mère doit être hospitalisée. Une réhydratation intraveineuse est alors mise en place et l’alimentation orale reprise lorsque les vomissements ont cessé et que la chute de poids est enrayée[réf. nécessaire].

### Reflux acide
Le traitement recommandé en cas de reflux acide est l’Oméprazole. Il permet de diminuer considérablement les remontées acides dans l’œsophage en agissant sur la pompe à protons.

### Déshydratation
La déshydratation est un problème majeur chez les femmes souffrant d’HG, car elle peut entrainer des complications graves. En cas de déshydratation, la solution la plus efficace reste la perfusion.
Mais les femmes enceintes peuvent trouver des astuces pour rester un maximum hydratées malgré les vomissements : glaçons, glaces à l’eau en bâton, solution SRO (soluté de réhydratation)

### Douleurs abdominales
En cas de douleurs abdominales, souvent liées à la constipation ou aux vomissements répétés, du Spasfon peut être prescrit. Si les douleurs semblent persistantes ou d’intensité trop élevée, il est important d’en informer rapidement le médecin traitant (gynécologue), ou dans les cas les plus graves de se rendre aux Urgences les plus proches.

### Constipation
L’alimentation durant l’HG étant difficile, des constipations peuvent survenir. Celles-ci peuvent être également un effet secondaire de certains médicaments.
Il est alors recommandé de prendre par exemple de l’Eductyl (la version enfant en suppositoire peut être préférée car elle présente moins d’effets indésirables).